# Batalla de Tecoac
La población de Tecoac se ubica en el municipio de Huamantla, Estado de Tlaxcala. El 16 de noviembre de 1876 se libró la batalla que determinó la suerte que la república mexicana correría durante el Porfiriato, triunfando los ideales enarbolados en el Plan de Tuxtepec. 
Comandaba el Ejército Regenerador de la República Mexicana (rebeldes) el General Porfirio Díaz, mientras que el Ejército Gobiernista era comandado por el General Ignacio R. Alatorre. Pensando que estos refuerzos serían insuficientes contra las tropas porfiristas, el presidente Sebastián Lerdo de Tejada envió a 600 hombres de la guarnición permanente de la Ciudad de México a incorporarse a las fuerzas del General Alatorre con el fin de derrotar a las fuerzas porfiristas.

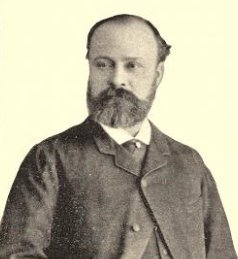
General Ignacio R. Alatorre, al frente del ejército del gobierno, perdió la Batalla de Tecoac, lo que llevó a Lerdo a renunciar a la presidencia

Cuando las tropas del General Porfirio Díaz estaban a punto de sucumbir ante las fuerzas del gobierno, llegaron las fuerzas del General Manuel González (General en Jefe del Ejército Expedicionario de Oriente) casi simultáneamente con las fuerzas de la Sierra Norte del Estado de Puebla y del Estado de Tlaxcala al mando de los Generales Juan N. Méndez (General en Jefe de la Línea Política y Militar de Oriente y General 2o en Jefe del Ejército Regenerador de la República Mexicana), Juan Crisóstomo Bonilla (General Cuartel Maestre del Cuerpo de Ejército Expedicionario de Oriente y General 2o en Jefe de la misma Línea Política y Militar) y las de Tlaxcala al mando del General Luis León. En ese momento se reorganizaron las fuerzas rebeldes, logrando derrotar a las fuerzas gobiernistas en una victoria total.
El General Juan Crisóstomo Bonilla al frente del 6o Batallón Guardia Nacional de Tetela de Ocampo salvó al General Porfirio Díaz de sucumbir durante una de las últimas descargas emprendidas por los gobiernistas. 

El triunfo de Tecoac fue para Díaz la recta final que lo llevó a la presidencia de México

Luego del triunfo obtenido, el General Porfirio Díaz ocupó la Ciudad de Tlaxcala y posteriormente la Ciudad de México. El 6 de diciembre de 1876 dejó encargado del Poder Ejecutivo de la Unión al General Juan N. Méndez, en virtud de los estipulado en el artículo 6o del Plan de Tuxtepec. Mientras que el General Díaz marchó al interior de la república con el fin de destruir definitivamente las fuerzas iglesistas que aún quedaban. El General Méndez nombró entonces al General Juan Crisóstomo Bonilla Gobernador del Distrito Federal además de investirlo con el nombramiento de General en Jefe de la Línea Política y Militar de Oriente y General en Jefe de la División de Infantería que guarnecía la capital de la república.
Durante la administración del General Méndez, se impulsó la industria nacional, se reorganizó el Ejército Nacional y la Guardia Nacional, se abolió definitivamente la leva y la pena de muerte civil, además de establecer la educación primaria como obligatoria y gratuita, apegado totalmente a la Constitución de 1857 reformada el 25 de septiembre de 1873 y a las Leyes de Reforma.
Finalmente, el general Méndez convocó a elecciones, resultando electo el General Porfirio Díaz como Presidente Constitucional de los Estados Unidos Mexicanos, tomando posesión solemnemente de su cargo el 5 de mayo de 1877, en sesión solemne de los diputados del Congreso de la Unión, iniciando así el periodo de la historia de México denominado Porfiriato.